# Пулитцеровская премия за поэзию
Пулитцеровская премия за поэзию (англ. Pulitzer Prize for Poetry) — одна из номинаций Пулитцеровской премии в категории за литературу, учреждённая в 1918 году при поддержке Американского общества поэтов.

За выдающееся издание оригинального стихотворения американского автора.Оригинальный текст (англ.)For a distinguished volume of original verse by an American author.

## История
Завещание Джозефа Пулитцера не предусматривало отдельной номинации за поэзию. Хотя издатель неоднократно цитировал в своих статьях и рукописях строчки Уильяма Шекспира и Иоганна Гёте, он проявлял незначительный интерес к американским авторам. В первый год вручения Пулитцеровской премии представители Национального общества поэтов обратились к руководству Колумбийского университета с предложением учредить отдельную номинацию за стихотворения и поэмы в категории «За литературу, драму и музыку». Уже через три года Общество столкнулось с финансовыми и организационными проблемами, его учредители решили основать отдельную награду. К тому моменту совет Пулитцеровской премии постановил выделить призовой фонд для номинации «За поэзию» из собственных средств. И 24 мая 1921 года на совещании комитета была официально учреждена соответствующая награда с призовым фондом в тысячу долларов.

## Лауреаты
| Год  | Лауреат                      | Произведение и комментарий |              |
| ---- | ---------------------------- | --- | ------------ |
| 1918 | Сара Тисдейл                 | «Песни о любви» (англ. Love Songs). Награда стала возможной благодаря специальному гранту Общества поэзии                                                                                            |              |
| 1919 | Карл Сэндберг                | «Сборщики кукурузы» (англ. Cornhuskers). Награда стала возможной благодаря специальному гранту Общества поэзии                                                                                       |              |
| 1919 | Маргарет Уиддемер            | «Старая дорога в Рай» (англ. The Old Road to Paradise). Награда стала возможной благодаря специальному гранту Общества поэзии                                                                        |              |
| 1920 | Не вручалась                 | Не вручалась | Не вручалась |
| 1921 | Не вручалась                 | Не вручалась | Не вручалась |
| 1922 | Эдвин Арлингтон Робинсон     | Сборник стихотворений |              |
| 1923 | Эдна Сент-Винсент Миллей     | «Баллада арфы-ткачихи», «Несколько фиников от чертополоха», «Восемь сонетов в американской поэзии» (англ. The Ballad of the Harp-Weaver, A Few Figs from Thistles, Eight Sonnets in American Poetry) |              |
| 1924 | Роберт Фрост                 | «Нью-Гэмпшир» (англ. New Hampshire: A Poem with Notes and Grace Notes) |              |
| 1925 | Эдвин Робинсон               | «Человек, который дважды умер» (англ. The Man Who Died Twice) |              |
| 1926 | Эми Лоуэлл                   | «Что такое часы» (англ. What's O'Clock) |              |
| 1927 | Леонор Шпейер                | «Прощание скрипача» (англ. Fiddler's Farewe) |              |
| 1928 | Арлингтон Робинсон           | «Тристрам» (англ. Tristram) |              |
| 1929 | Стивен Винсент Бене          | «Тело Джона Брауна» (англ. John Brown's Body) |              |
| 1930 | Конрад Эйкен                 | Избранные стихотворения |              |
| 1931 | Роберт Фрост                 | Сборник стихотворений |              |
| 1932 | Джордж Диллон                | «Цветущий камень» (англ. The Flowering Stone) |              |
| 1933 | Арчибальд Маклиш             | «Конкистадор» (англ. Conquistador) |              |
| 1934 | Роберт Хиллиер               | Сборник стихотворений |              |
| 1935 | Одри Вурдеманн               | «Яркий налёт» (англ. Bright Ambush) |              |
| 1936 | Роберт Питер Тристрам Коффин | «Странная святость» (англ. Strange Holiness) |              |
| 1937 | Роберт Фрост                 | «Дальний хребет» (англ. A Further Range) |              |
| 1938 | Мария Затуренская            | «Холодное утреннее небо» (англ. Cold Morning Sky) |              |
| 1939 | Джон Гулд Флетчер            | Избранные стихотворения |              |
| 1940 | Марк Ван Дорен               | Сборник стихотворений |              |
| 1941 | Леонард Бэкон                | «Сандерлендский Захват» (англ. Sunderland Capture) |              |
| 1942 | Уильям Роуз Бене             | «Пыль, которая есть Бог» (англ. The Dust Which Is God) |              |
| 1943 | Роберт Фрост                 | «Дерево — свидетель» (англ. A Witness Tree) |              |
| 1944 | Стивен Винсент Бенет         | «Западная звезда» (англ. Western Star) |              |
| 1945 | Карл Шапиро                  | «Письмо-треугольник» (англ. V-Letter и другие поэмы |              |
| 1946 | Не вручалась                 | Не вручалась | Не вручалась |
| 1947 | Роберт Лоуэлл                | «Замок лорда Уири» (англ. Lord Weary's Castle) |              |
| 1948 | Уистен Хью Оден              | «Эпоха беспокойства» (англ. The Age of Anxiety) |              |
| 1949 | Питер Вирек                  | «Террор и благопристойность» (англ. Terror and Decorum) |              |
| 1950 | Гвендолин Брукс              | «Энни Аллен» (англ. Annie Allen) |              |
| 1951 | Карл Сэндберг                | Поэмы |              |
| 1952 | Марианна Мур                 | Сборник стихотворений |              |
| 1953 | Арчибалд Маклиш              | Сборник стихотворений 1917—1952 годов |              |
| 1954 | Теодор Рётке                 | «Пробуждение» (англ. The Waking) |              |
| 1955 | Уоллес Стивенс               | Сборник стихотворений |              |
| 1956 | Элизабет Бишоп               | «Поэмы: Север и Юг — холодная весна» (англ. Poems: North & South — A Cold Spring) |              |
| 1957 | Ричард Уилбер                | «Вещи этого мира» (англ. Things of This World) |              |
| 1958 | Роберт Пенн Уоррен           | «Обещания: стихотворения 1954—1956 годов» (англ. Promises: Poems 1954 — 1956) |              |
| 1959 | Стэнли Кьюниц                | Избранные стихотворения 1928—1958 годов |              |
| 1960 | Уильям Де Витт Снодграсс     | «Игла в сердце» (англ. Heart's Needle) |              |
| 1961 | Филлис Макгинли              | «Времена трёх: избранные стихотворения трёх десятилетий» (англ. Times Three: Selected Verse From Three Decades)                                                                                      |              |
| 1962 | Алан Дуган                   | Поэмы |              |
| 1963 | Уильям Карлос Уильямс        | «Картинки по Брейгелю» (англ. Pictures from Brueghel) |              |
| 1964 | Луи Симпсон                  | «В конце открытой дороги» (англ. At The End Of The Open Road) |              |
| 1965 | Джон Берримен                | «77 песен мечты» (англ. 77 Dream Songs) |              |
| 1966 | Ричард Эберхарт              | Избранные стихотворения |              |
| 1967 | Энн Секстон                  | «Живи или умри» (англ. Live or Die) |              |
| 1968 | Энтони Хехт                  | «Трудные часы» (англ. The Hard Hours) |              |
| 1969 | Джордж Оппен                 | «Быть многогранным» (англ. Of Being Numerous) |              |
| 1970 | Ричард Ховард                | «Предметы без названия» (англ. Untitled Subjects) |              |
| 1971 | Уильям Стэнли Мервин         | «Носитель лестниц» (англ. The Carrier of Ladders) |              |
| 1972 | Джеймс Райт                  | Избранные стихотворения |              |
| 1973 | Максин Кумин                 | «Верхняя страна» (англ. Up Country) |              |
| 1974 | Роберт Лоуэлл                | «Дельфин» (англ. The Dolphin) |              |
| 1975 | Гари Снайдер                 | Остров черепах (англ. Turtle Island) |              |
| 1976 | Джон Эшбери                  | Автопортрет в выпуклом зеркале (англ. Self-portrait in a Convex Mirror) |              |
| 1977 | Джеймс Меррилл               | «Божественные комедии» (англ. Divine Comedies) |              |
| 1978 | Говард Немеров               | Избранные стихотворения |              |
| 1979 | Роберт Пенн Уоррен           | «Время от времени» (англ. Now and Then) |              |

| Год  | Лауреат и финалисты |
| ---- | --- |
| 1980 | Дональд Джастис, избранные поэмы |
| 1980 | Финалисты: - Дэйв Смит, «Ястреб-тетеревятник» (англ. Goshawk) - Ричард Хьюго, избранные стихотворения |
| 1981 | Джеймс Скайлер, «Утро поэмы» (англ. The Morning of the Poem) |
| 1981 | Финалисты: - Марк Стрэнд, избранные стихотворения - Ричард Хьюго, «Правильное безумие на острове Скай» (англ. The Right Madness on Skye) |
| 1982 | Сильвия Плат, избранные стихотворения |
| 1982 | Финалисты: - Дэйв Смит, «Полёт мечты» (англ. Dream Flights) - Чарльз Райт, «Южный крест» (англ. The Southern Cross) |
| 1983 | Голуэй Киннелл, избранные стихотворения |
| 1983 | Финалисты: - Чарльз Райт, «Музыка кантри, избранные ранние стихи» (англ. Country Music, Selected Early Poems) - Джек Гилберт, «Монолитос, стихи 1962 и 1982 годов» (англ. Monolithos, Poems 1962 and 1982) |
| 1984 | Мэри Оливер, «Американский примитив» (англ. American Primitive) |
| 1984 | Финалисты: - Джозефин Майлз, сборник стихотворений 1930—1982 годов - Джон Энгельс, «Страх погоды: новые и избранные стихи» (англ. Weather-Fear: New and Selected Poems) |
| 1985 | Кэролин Кизер, «Инь» (англ. Yin) |
| 1985 | Финалисты: - Роберт Данкен, «Земляные работы» (англ. Ground Work) - Чарльз Райт, «Другая сторона реки» (англ. The Other Side of the River) |
| 1986 | Генри Тейлор, «Замена в полёте» (англ. The Flying Change) |
| 1986 | Финалисты: - Эндрю Хаджинс, «Святые и незнакомцы» (англ. Saints and Strangers) - Чарльз Симик, избранные стихотворения 1963—1983 годов |
| 1987 | Рита Дав, «Томас и Беула» (англ. Thomas and Beulah) |
| 1987 | Финалисты: - Хайден Карут, избранные стихотворения - Чарльз Симик, «Бесконечный блюз» (англ. Unending Blues) |
| 1988 | Уильям Мередит, «Частичные доклады: новые и избранные стихотворения» (англ. Partial Accounts: New and Selected Poems) |
| 1988 | Финалисты: - Чарльз Кеннет Уильямс, «Плоть и кровь» (англ. Flesh and Blood) - Люсиль Клифтон, «Хорошая женщина: стихи и мемуары 1969—1980» и «Следующие: новые стихотворения Люсиль Клифтон» (англ. Good Woman: Poems and a Memoir 1969—1980, Next: New Poems) |
| 1989 | Ричард Уилбур, новые и избранные стихотворения |
| 1989 | Финалисты: - Дональд Холл, «Один день» (англ. The One Day) - Гаррет Хонго, «Река небес» (англ. The River of Heaven) |
| 1990 | Чарльз Симик, «Мир не заканчивается» (англ. The World Doesn't End) |
| 1990 | Финалисты: - Пол Цвейг, избранные и недавние стихотворения - Адриенна Рич, «Сила времени» (англ. Time's Power) |
| 1991 | Мона Ван Дуйн, «Близкие перемены» (англ. Near Changes) |
| 1991 | Финалисты: - Джеральд Стерн, «Покидая другое королевство» (англ. Leaving Another Kingdom) - Энтони Хехт, «Прозрачный человек» (англ. The Transparent Man) |
| 1992 | Джеймс Тэйт, избранные стихотворения |
| 1992 | Финалисты: - Адриенна Рич, «Атлас трудного мира» (англ. An Atlas of the Difficult World) - Роберт Крили, избранные поэмы |
| 1993 | Луиза Глюк, «Дикий ирис» (англ. The Wild Iris) |
| 1993 | Финалисты: - Джон Эшбери, «Отель Лотреамон» (англ. Hotel Lautreamont) - Джеймс Меррилл, избранные стихотворения 1946—1985 годов |
| 1994 | Юсеф Комунякаа, «Неоновое просторечие: новые и избранные стихотворения» (англ. Neon Vernacular: New and Selected Poems) |
| 1994 | Финалисты: - Бренд Хиллман, «Яркое существование» (англ. Bright Existence) - Аллен Мандельбаум, «Метаморфозы Овидия» (англ. The Metamorphoses of Ovid) |
| 1995 | Филипп Левин, «Простая истина» (англ. The Simple Truth) |
| 1995 | Финалисты: - Аллен Гинзберг, «Приветствия космополитов: стихи 1986—1992 годов» (англ. Cosmopolitan Greetings: Poems 1986—1992) - Кеннет Кох, «На Великом атлантическом пути дождя: избранные стихи» и «Один поезд» (англ. On The Great Atlantic Rainway: Selected Poems 1950—1988, англ. One Train)                                                                                      |
| 1996 | Джори Грэм, «Мечта о едином пространстве» (англ. The Dream of the Unified Field) |
| 1996 | Финалисты: - Чарльз Райт, «Чикамауга» (англ. Chickamauga) - Дональд Джастис, новые и избранные стихотворения |
| 1997 | Лизель Мюллер, «Живы вместе. Новые и избранные стихотворения» (англ. Alive Together: New and Selected Poems) |
| 1997 | Финалисты: - Роберт Пински, «Фигурное колесо» (англ. The Figured Wheel) - Лори Шек, «Ивовая роща» (англ. The Willow Grove) |
| 1998 | Чарльз Райт, «Чёрный зодиак» (англ. Black Zodiac) |
| 1998 | Финалисты: - Фрэнк Бидарт, «Желание» (англ. Desire) - Чарльз Уильямс, «Бдение» (англ. The Vigil) |
| 1999 | Марк Стрэнд, «Метель одного» (англ. Blizzard of One) |
| 1999 | Финалисты: - Фридрих Зайдель, «Быстро едет» (англ. Going Fast) - Алиса Нотли, «Тайны маленьких домиков» (англ. Mysteries of Small Houses) |
| 2000 | Чарльз Кеннет Уильямс, «Ремонт» (англ. Repair) |
| 2000 | Финалисты: - Родни Джонс, «Элегия южному выговору» (англ. Elegy for the Southern Drawl) - Адриенна Рич, «Полуночное спасение: поэмы 1995—1998 годов» (англ. Midnight Salvage: Poems 1995—1998) |
| 2001 | Стивен Данн, «Разные часы» (англ. Different Hours) |
| 2001 | Финалисты: - Сидни Ли, «Погоня за оскорблением» (англ. Pursuit of a Wound) - Брюс Смит, «Другой любовник» (англ. The Other Lover) |
| 2002 | Карл Деннис «Практичные боги» (англ. Practical Gods) |
| 2002 | Финалисты: - Франц Райт, «Предшествующая жизнь» (англ. The Beforelife) - Луиза Глюк, «Семь веков» (англ. The Seven Ages) |
| 2003 | Пол Малдун, «Мой песок и гравий» (англ. Moy Sand and Gravel) |
| 2003 | Финалисты: - Дж. Д. МакКлатчи, «Опасное вещество» (англ. Hazmat) - Фрэнк Бидарт, «Музыка как грязь» (англ. Music Like Dirt) |
| 2004 | Франц Райт, «Прогулка к винограднику Марты» (англ. Walking to Martha's Vineyard) |
| 2004 | Финалисты: - Хизер МакХью, «Быстрый взгляд» (англ. Eyeshot) - Анри Коул, «Средиземье» (англ. Middle Earth) |
| 2005 | Тед Коусер, «Восхищения и тени» (англ. Delights & Shadows) |
| 2005 | Финалисты: - Уильям Мэтьюс, «Поисковая группа: сборник стихотворений» (англ. Search Party: Collected Poems) - Бригит Пегин Келли, «Фруктовый сад» (англ. The Orchard) |
| 2006 | Клаудиа Эмерсон, «Покойная жена» (англ. Late Wife) |
| 2006 | Финалисты: - Элизабет Александр, «Американское возвышенное» (англ. American Sublime) - Дина Янг, «Элегия на игрушечном фортепиано» (англ. Elegy on Toy Piano) |
| 2007 | Наташа Третвей, «Местная гвардия» (англ. Native Guard) |
| 2007 | Финалисты: - Дэвид Воджан, «Дворец дознаний: новые и избранные стихотворения 1982—2004 годов» (англ. Interrogation Palace: New & Selected Poems 1982—2004) - Мартина Эспада, «Республика поэзии» (англ. The Republic of Poetry) |
| 2008 | Роберт Хасс, «Время и материалы» (англ. Time and Materials Филипп Шульц «Провал» (англ. Failure) |
| 2008 | Финалист: - Эллен Брайант Фойгт, «Посланник: новые и избранные стихотворения 1976—2006 годов» (англ. Messenger: New and Selected Poems, 1976—2006) |
| 2009 | Уильям Стэнли Мервин, «Тень Сириуса» (англ. The Shadow of Sirius). Коллекция ярких, зачастую нежных стихотворений, которые сосредоточены на глубокой силе памяти |
| 2009 | Финалисты: - Фрэнк Бидарт, «Наблюдая за весенним фестивалем» (англ. Watching the Spring Festival) - Рут Стоун, «К чему приводит любовь: новые и избранные стихотворения» (англ. What Love Comes To: New & Selected Poems) |
| 2010 | Рае Армантроут, Осведомлённый (англ. Versed). Книга, поражающая своим остроумием и лингвистической изобретательностью, предлагающая стихотворения, которые часто представляют собой маленькие бомбы-мысли, взрывающиеся в сознании задолго после первого прочтения |
| 2010 | Финалисты: - Люсия Перилло, «Осеменение слона» (англ. Inseminating the Elephant) - Энджи Эстес, «Свидание» (англ. Tryst) |
| 2011 | Кей Райан, «Лучшее из этого: новые и избранные» (англ. The Best of It: New and Selected Poems). Работа, охватывающая 45-летний труд, остроумная, бунтарская и одновременно нежная, сокровищница инакомыслящего и жизнерадостного ума |
| 2011 | Финалисты: - Жан Валентин, «Разбить стекло» (англ. Break the Glass) - Морис Мэннинг, «Обычный человек» (англ. The Common Man) |
| 2012 | Трейси К. Смит, «Жизнь на Марсе» (англ. Life on Mars). Сборник дерзких и умелых стихов, увлекающих читателей во вселенную и приближающих их к подлинной комбинации радости и боли |
| 2012 | Финалисты: - Форрест Гандер, «Образцы ядра мира» (англ. Core Samples from the World) - Рон Паджетт, «Как долго» (англ. How Long) |
| 2013 | Шарон Олдс, «Прыжок оленя» (англ. Stag's Leap). Книга бесстрашных стихотворений о разводе автора, которые исследуют любовь, печаль и пределы самопознания |
| 2013 | Финалисты: - Джек Гилберт, сборник стихотворений - Брюс Вейгл, «Изобилие ничего» (англ. The Abundance of Nothing) |
| 2014 | Виджай Сешадри, «Три раздела» (англ. 3 Sections). Неотразимая коллекция стихотворений, которые исследуют человеческое самосознание от рождения до слабоумия, посредством повествования, которое, в свою очередь, остроумно и серьёзно, сострадательно и беспощадно |
| 2014 | Финалисты: - Адриан Матейки, «Большой дым» (англ. The Big Smoke) - Морри Крич, «Сон разума» (англ. The Sleep of Reason) |
| 2015 | Грегори Пардло, «Дайджест» (англ. Digest). Громогласные стихотворения, знакомящие читателя с американскими новостями XXI века, которые богаты мыслями, идеями и историями, государственными и частными |
| 2015 | Финалисты: - Артур Сзе, «Роза ветров» (англ. Compass Rose) - Алан Шапиро, «Завихрение к завихрению» (англ. Reel to Reel) |
| 2016 | Питер Балакян, «Озоновый журнал» (англ. Ozone Journal). Стихи, свидетельствующие о старых потерях и трагедиях, которые несёт глобальный век опасности и неопределённости |
| 2016 | Финалисты: - Элизабет Уиллис, «Живые: новые и избранные стихотворения» (англ. Alive: New and Selected Poems) - Диана Сьюз, «Четвероногая девушка» (англ. Four-Legged Girl) |
| 2017 | Тихимба Джесс, «Мешанина» (англ. Olio). Выдающаяся работа, которая объединяет перформанс с более глубоким поэтическим искусством, чтобы исследовать коллективную память и бросить вызов современным представлениям о расе и идентичности |
| 2017 | Финалисты: - Адриенна Рич, «Сборник стихотворений: 1950—2012 годов» - Кэмпбелл МакГрат, «XX» (англ. XX) |
| 2018 | Фрэнк Бидарт, «Полусвет: сборник стихотворений 1965—2016 годов» (англ. Half-Light: Collected Poems 1965—2016). Сборник непреклонных амбиций и выразительного кругозора, в котором смешаны длинные драматические стихотворения с короткими туманными текстами и который выстроен на основе классической мифологии и заново изобретённых форм желаний, бросающих вызов общественным нормам |
| 2018 | Финалисты: - Патриция Смит, «Зажигательное искусство» (англ. Incendiary Art) - Эви Шокли, «Полуавтомат» (англ. Semiautomatic) |
| 2019 | Форрест Гандер, «Быть с» (англ. Be With). Коллекция элегий, которые сражаются с внезапной потерей и трудностями выражения скорби и тоски по усопшим |
| 2019 | Финалисты: - Йос Чарльз, «Feeld» - Алисия Элсбет Столлингз, «Лайк» (англ. Like) |
| 2020 | Иерихон Браун, Традиция (англ. The Tradition). Собрание мастерской лирики, сочетающей деликатность с исторической необходимостью в любовном воплощении, уязвимом для враждебности и насилия |
| 2020 | Финалисты: - Мэри Рюфл, «Болван» (англ. Dunce) - Дориан Ло, «Только пока длится день: новые и избранные стихотворения» |